# Berossus

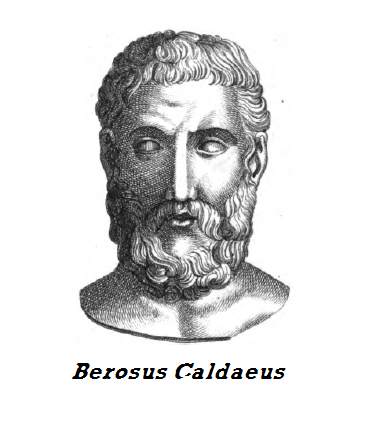
Portret van Berossus (fiktief)

Berossus (ook wel als Berosus geschreven, in het Grieks: Βεροσσος / Berossos), geboren tussen 330 en 323 v. Chr., een Babylonische, Chaldese priester van Marduk.
De naam Berossus komt van de Akkadische vorm 'Bel-re-usu' (Bel is zijn herder). Hij was actief rond 300 v.Chr., dus na de verovering van het Perzische Rijk door Alexander de Grote. Hij was waarschijnlijk een priester in de Grote Tempel van Esagila en had er toegang tot de archieven. Hij schreef in het Grieks een driedelige Geschiedenis van Babylon (Βαβυλωνιακά / Babyloniaka) opgedragen aan Seleucidische koning Antiochus I Soter en publiceerde het waarschijnlijk rond 290 v. Chr.
Zijn werk is belangrijk omdat het de Griekse wetenschappelijke wereld liet kennismaken met de Babylonische geschiedenis en sterrenkunde. Volgens Plinius de Oudere was Berossus de vooraanstaand geleerde in de astrologie en werd er voor hem om zijn 'goddelijke voorspellingen' door de Atheners in het gymnasium een beeld opgericht met een gouden tong. Volgens Pausanias en Pseudo-Justinus had Berossus een dochter bij Erymanthe, Sabbe, die een Babylonische profetes was. 
Later emigreerde Berossos naar het Aegeïsche eiland Kos, waar hij een school stichtte voor astrologie of astronomie. Hier was hij onderdaan van de Egyptische, Ptolemeïsche koning. Babylon was na de stichting van Seleukeia in 312 v. Chr. niet langer het intellectuele centrum van het rijk en dat was mogelijk een reden om de stad te verlaten. Volgens Josephus schreef de historicus Berossos ook over de oude Babylonische astronomie en dat feit geeft de doorslag om aan te nemen, dat de historicus Berossos van Babylon dezelfde is als de astronoom van Kos. Vitruvius schreef in de Architectura dat Berossus in de stad Kos zich op het eiland vestigde en er een school begon, waar later Antipater en Athenodorus studeerden.

## Edities & vertalingen
- Die Fragmente der griechischen Historiker (FGrHist), nr. 680.
- I.P. Cory (introd. trad. anot.), Ancient Fragments of the Phoenician, Chaldæan, Egyptian, Tyrian, Carthaginian, Indian, Persian, and other Writers : with an Introductory Dissertation and an Inquiry into the Philosophy and Trinity of the Ancients, Londen, 18322.
- S.M. Burstein (trad.), The Babyloniaca of Berossus, Malibu, 19802. ISBN 9780890030035
- G.P. Verbrugghe - J.M. Wickersham (introd. trad.), Berossos and Manetho, Introduced and Translated. Native Traditions in Ancient Mesopotamia and Egypt, Ann Arbor, 1996 (= Ann Arbor, 2001). ISBN 9780472086870
- G.E.E. De Breucker (introd. ed. com.), De Babyloniaca van Berossos van Babylon : inleiding, editie en commentaar, diss. Rijksuniversiteit Groningen, 2012.